# Llista de topònims d'Alfarràs
Llista de topònims (noms propis de lloc) del municipi d'Alfarràs, al Segrià
Informació actualitzada per un bot. Els canvis manuals es perdran quan s'actualitzi!

## edifici
| imatge | Nom                                       | Ubicat a | instància de | Detalls                     | coordenades                                          | Protecció                                  | Commons (més fotos) | Dades a WD                    |
| ------ | ----------------------------------------- | -------- | ------------ | --------------------------- | ---------------------------------------------------- | ------------------------------------------ | ------------------- | ----------------------------- |
|        | Cases de la Colònia de Filatures Casals   | Alfarràs | edifici      | Estil: arquitectura popular | 41° 50′ 08″ N, 0° 34′ 11″ E / 41.835606°N,0.569687°E | bé integrant del patrimoni cultural català |                     | Modifica les dades a Wikidata |
|        | Fàbrica de la Colònia de Filatures Casals | Alfarràs | edifici      |                             | 41° 50′ 13″ N, 0° 34′ 09″ E / 41.836879°N,0.569193°E | bé cultural d'interès local                |                     | Modifica les dades a Wikidata |

## església
| imatge | Nom                                    | Ubicat a | instància de | Detalls | coordenades                                          | Protecció                                  | Commons (més fotos)                    | Dades a WD                    |
| ------ | -------------------------------------- | -------- | ------------ | ------- | ---------------------------------------------------- | ------------------------------------------ | -------------------------------------- | ----------------------------- |
|        | Sant Nicolau d'Andaní                  | Alfarràs | església     |         | 41° 50′ 27″ N, 0° 34′ 19″ E / 41.840876°N,0.572017°E | bé integrant del patrimoni cultural català | Sant Nicolau d'Andaní                  | Modifica les dades a Wikidata |
|        | Sant Pere d'Alfarràs                   | Alfarràs | església     |         | 41° 49′ 46″ N, 0° 34′ 09″ E / 41.829399°N,0.569086°E | bé integrant del patrimoni cultural català |                                        | Modifica les dades a Wikidata |
|        | església vella de Sant Pere d'Alfarràs | Alfarràs | església     |         | 41° 49′ 44″ N, 0° 34′ 22″ E / 41.8289°N,0.572915°E   | bé integrant del patrimoni cultural català | Església vella de Sant Pere d'Alfarràs | Modifica les dades a Wikidata |

## granja
| imatge | Nom                           | Ubicat a | instància de | Detalls | coordenades                                                          | Protecció | Commons (més fotos) | Dades a WD                    |
| ------ | ----------------------------- | -------- | ------------ | ------- | -------------------------------------------------------------------- | --------- | ------------------- | ----------------------------- |
|        | Granges del Roio              | Alfarràs | granja       |         | 41° 48′ 32″ N, 0° 34′ 45″ E / 41.808960299881°N,0.57918613473279°E   |           |                     | Modifica les dades a Wikidata |
|        | Granja Prats                  | Alfarràs | granja       |         | 41° 49′ 14″ N, 0° 34′ 03″ E / 41.8204713383127°N,0.567571695197068°E |           |                     | Modifica les dades a Wikidata |
|        | Vaqueria del Daniel Bellostes | Alfarràs | granja       |         | 41° 50′ 14″ N, 0° 33′ 28″ E / 41.8373296140444°N,0.557768422726359°E |           |                     | Modifica les dades a Wikidata |
|        | Vaqueria del Ferrer d'Andaní  | Alfarràs | granja       |         | 41° 50′ 38″ N, 0° 34′ 16″ E / 41.843761736381°N,0.571013072485457°E  |           |                     | Modifica les dades a Wikidata |

## masia
| imatge | Nom              | Ubicat a | instància de | Detalls | coordenades                                                          | Protecció | Commons (més fotos) | Dades a WD                    |
| ------ | ---------------- | -------- | ------------ | ------- | -------------------------------------------------------------------- | --------- | ------------------- | ----------------------------- |
|        | Torre de Bulis   | Alfarràs | masia        |         | 41° 48′ 58″ N, 0° 34′ 11″ E / 41.8161829018646°N,0.569624176233533°E |           |                     | Modifica les dades a Wikidata |
|        | Torre de Valero  | Alfarràs | masia        |         | 41° 48′ 49″ N, 0° 34′ 16″ E / 41.8137315505087°N,0.571245786739342°E |           |                     | Modifica les dades a Wikidata |
|        | Torre del Gran   | Alfarràs | masia        |         | 41° 51′ 00″ N, 0° 34′ 17″ E / 41.8500198908979°N,0.571390509466111°E |           |                     | Modifica les dades a Wikidata |
|        | Torre del Pinyon | Alfarràs | masia        |         | 41° 50′ 54″ N, 0° 34′ 17″ E / 41.8482553624907°N,0.571421152984888°E |           |                     | Modifica les dades a Wikidata |

## Misc
| imatge | Nom                                 | Ubicat a                                                      | instància de                                   | Detalls                                                  | coordenades | Protecció                                            | Commons (més fotos)       | Dades a WD                    |
| ------ | ----------------------------------- | ------------------------------------------------------------- | ---------------------------------------------- | -------------------------------------------------------- | --- | ---------------------------------------------------- | ------------------------- | ----------------------------- |
|        | Alfarràs                            | Alfarràs                                                      | entitat singular de població capital municipal | 2759 hab                                                 | 41° 49′ 00″ N, 0° 35′ 00″ E / 41.81667°N,0.58333°E 289 msnm                                                                  |                                                      |                           | Modifica les dades a Wikidata |
|        | Andaní                              | Alfarràs                                                      | nucli de població                              |                                                          | 41° 50′ 23″ N, 0° 34′ 21″ E / 41.839755555556°N,0.57260833333333°E 293 msnm                                                  |                                                      | Andaní                    | Modifica les dades a Wikidata |
|        | Bruixes                             | Alfarràs                                                      | vèrtex geodèsic                                | Alt: 1.2m                                                | 41° 50′ 24″ N, 0° 33′ 47″ E / 41.839934°N,0.563064°E 417.912 msnm                                                            |                                                      |                           | Modifica les dades a Wikidata |
|        | Canyissar de la Noguera Ribagorçana | Alfarràs Ivars de Noguera                                     | zona humida                                    | Superfície: 8.92ha                                       | 41° 50′ 00″ N, 0° 34′ 42″ E / 41.8332°N,0.5783°E                                                                             |                                                      |                           | Modifica les dades a Wikidata |
|        | Castell d'Alfarràs                  | Alfarràs                                                      | castell                                        |                                                          | 41° 49′ 44″ N, 0° 34′ 22″ E / 41.8288961731717°N,0.572875894998806°E                                                         | bé d'interès cultural bé cultural d'interès nacional |                           | Modifica les dades a Wikidata |
|        | Molí del Marquès                    | Alfarràs                                                      | molí d'aigua                                   |                                                          | 41° 49′ 44″ N, 0° 34′ 22″ E / 41.8289°N,0.572767°E ca:Carrar de la Trinitat, Alfarràs 284 msnm                               | bé d'interès cultural bé cultural d'interès nacional | La Torre (Alfarràs)       | Modifica les dades a Wikidata |
|        | Noguera Ribagorçana                 | Vall d'Aran Alta Ribagorça Pallars Jussà Noguera Segrià Aragó | curs d'aigua                                   | Desemboca: Segre Llarg: 133km                            | 42° 37′ 36″ N, 0° 42′ 21″ E / 42.6267°N,0.7058°E 41° 40′ 29″ N, 0° 42′ 22″ E / 41.6747°N,0.7061°E                            |                                                      | Noguera Ribagorçana       | Modifica les dades a Wikidata |
|        | Pont vell                           | Alfarràs                                                      | pont                                           | Estil: arquitectura gòtica Travessa: Noguera Ribagorçana | 41° 49′ 47″ N, 0° 34′ 40″ E / 41.8296°N,0.577861°E                                                                           | bé cultural d'interès local                          | Pont Vell d'Alfarràs      | Modifica les dades a Wikidata |
|        | Serra de les Guixeres               | Alfarràs                                                      | serra                                          |                                                          | 41° 50′ 45″ N, 0° 33′ 56″ E / 41.845739°N,0.565525°E 415.7 msnm                                                              |                                                      |                           | Modifica les dades a Wikidata |
|        | canal d'Aragó i Catalunya           | província de Lleida província d'Osca                          | canal de reg                                   | Desemboca: Segre                                         | 42° 06′ 20″ N, 0° 17′ 16″ E / 42.10567694444445°N,0.28775999999999996°E 41° 25′ 50″ N, 0° 21′ 23″ E / 41.430586°N,0.356512°E |                                                      | Canal d'Aragó i Catalunya | Modifica les dades a Wikidata |
|        | casa consistorial d'Alfarràs        | Alfarràs                                                      | casa consistorial                              |                                                          | 41° 49′ 47″ N, 0° 34′ 11″ E / 41.829596°N,0.5697161°E                                                                        |                                                      |                           | Modifica les dades a Wikidata |
|        | corrals d'Andaní                    | Alfarràs                                                      | cabana                                         |                                                          | 41° 50′ 29″ N, 0° 34′ 10″ E / 41.841312102803°N,0.569311269160666°E                                                          |                                                      |                           | Modifica les dades a Wikidata |